# Asami Yuma
Asami Yuma (麻美 ゆま Asami Yuma, Ma Mĩ Do Chân) (sinh năm 1987) là một diễn viên phim người lớn Nhật Bản. Từ khi bắt đầu sự nghiệp của mình với ngoại hình tươi trẻ và bầu ngực tự nhiên đã tạo nên một diễn viên quyến rũ và một thần tượng AV thực sự.

## Cuộc đời và sự nghiệp

### S1 và Alice Japan
Asamin được sinh ra ở Tokyo vào 24 tháng 3 năm 1987, trở thành diễn viên AV vào năm 2005 ở tuổi 18. Cô đã ký hợp đồng từ năm 2005 với hai hãng phim AV lớn của Nhật Bản, Alice Japan và S1 No. 1 Style. Cô đóng khoảng một phim một tháng kể từ khi cô bắt đầu sự nghiệp của mình. Cả hai hãng phim chuyên về kiểu "softer" với kịch bản không phức tạp bao gồm một diễn viên đóng, phim ngắn hoặc không có cốt truyện.
Asami đã được tham gia một số dự án đặc biệt của Alice Japan, hầu hết là với đạo diễn KENGO. Gồm có Amateur Actor Audition - Yuma Asami, phát hành năm 2007, cô phỏng vấn 10 diễn viên AV có khả năng từ tuổi 19 đến 41 và kiểm tra khả năng của họ bằng việc giao cấu với họ. Trên mặt trái của đồng tiền, trong video 2008 AV Actress Audition - Yuma Asami, cô đóng vai một đại diện công ty phỏng vấn 10 nữ diễn viên. Cô cởi áo họ, thủ dâm và diễn sex với các diễn viên nam. Trong một video khác năm 2008 (Number One Idol Yuma Asami Produce Real Virgins) cô gặp những người hâm mộ còn trinh được lựa chọn đặc biệt, là những người đã được biết tới sự nhẹ nhàng trong sex của Asami. Trong năm 2008 video Hypnotic Pleasure, và trong một video 2008 nữa (Yuma Asami and 100 Onanists), cô đưa cảm hứng và đôi khi giúp một tay với "100 người hâm mộ ham muốn và tự nguyện" trong khi họ thủ dâm.

### Các phim Softcore
Ngoài các video hardcore, Asami cũng có vài video "gravure" là những phim quyến rũ có thể bao gồm khỏa thân nhưng không có các hành động nhục dục. Cô là ngôi sao của những phim gợi tình.Ninja She Devil (妖艶くノ一伝 ～鍔女篇 Yoen kunoichi den tsubame hen) đạo diễn bởi Yoshikazu Kato và phát hành bởi GP Museum tháng 10 năm 2006.
Trong thể loại khác, cô cũng có mặt trong một phim kinh dị khiêu dâm Yojo Densetsu Seiren X - Masho no Yuwaku, được Hideo Jojo đạo diễn và có diễn viên ngôi sao AV Yuria Hidaka. Trong bộ phim này, Asami là một bà chủ bí ẩn và làm chết người trong một quán trọ. Bộ phim được xuất bản dưới hình thức DVD vào tháng 10 năm 2008.

### Kịch TV
Asami ở trong J-dorama Shimokita GLORY DAYS (下北GLORY DAYS) cùng với các bạn diễn S1 Sora Aoi và Honoka. 
Series 12 tuần trên TV Tokyo bắt đầu vào tháng 4 năm 2006. Cô đóng nhân vật Komori Miha trong series dựa trên truyện tranh cùng tên, xoay quanh một sinh viên đi tới Tokyo và ở chung một nhà với vài người con gái đẹp.

### Các hoạt động khác
Asami đã thể hiện giọng hát của cô bằng việc xuất bản CD J-pop đầu tiên của cô, Resolution tháng Giêng 2008. CD này được đóng gói cùng với một DVD gồm các hình ảnh, video hành động và video ca nhạc.
Cô cũng thực hiện các video quảng cáo cho website người lớn Tospo.jp, cho trang web này sử dụng hình ảnh ngực của cô. 
Cô cũng xuất hiện ở chợ áo phông hợp tác với Cex Work, một công ty mới được thành lập bởi nhà nhiếp ảnh Yasumasa Yonehara và nhãn hiệu THE MASK. Áo phông này được đưa ra vào tháng 10 năm 2007, có hình nửa khỏa thân của Asami chụp bởi Yonehara.

### Danh hiệu
Asami là một trong những diễn viên nổi tiếng nhất ở Nhật Bản từ khi cô xuất hiện và thường xuyên ở trong top DVD bán chạy và cho thuê. Wesite DMM đưa danh sách top 100 nữ diễn viên phim khiêu dâm theo doanh thu và Asami đứng số một trong cả hai năm 2006 và 2007.
Asami được công nhận bởi các fan AV cho công việc của cô bằng giải thưởng Grand Prix năm 2006AV Actress Grand Prix.

## Bị ung thư
Năm 2013, trên trang Twitter của mình, Yuma Asami cho biết cô bị ung thư buồng trứng. Cô có những dấu hiệu bất thường ở vùng bụng từ tháng 1. Sau một số lần chụp cộng hưởng từ, các bác sĩ chẩn đoán cô bị ung thư buồng trứng, đã di căn sang trực tràng. Trong cuộc phẫu thuật ngày 27 tháng 2, buồng trứng và tử cung của cô đã bị cắt bỏ. Bệnh của cô đang ở giai đoạn 3/4. Ngoài việc phải cắt bỏ buồng trứng và tử cung, cô còn được yêu cầu phải điều trị vùng trực tràng và đặt hậu môn nhân tạo. Vì không muốn đặt hậu môn nhân tạo nên Yuma Asami muốn được điều trị tăng cường bằng xạ trị.

## Danh sách phim
| Ngày phát hành            | Tên video                                                                                               | Công ty & ID                    | Đạo diễn           | Ghi chú |
| ------------------------- | --- | ------------------------------- | ------------------ | --- |
| ngày 29 tháng 10 năm 2005 | Innocent Hard-Core 純情ハードコア                                                                       | Alice Japan KA-2242 DV-539      | Kazutoshi Goto     | |
| ngày 7 tháng 11 năm 2005  | New Face Risky Mosaic 新人ギリギリモザイク                                                              | S1 ONED-292                     | Hideto Aki         | |
| ngày 25 tháng 11 năm 2005 | Emotional Hard Core 激情ハードコア                                                                      | Alice Japan KA-2245             | Kazutoshi Goto     | |
| ngày 19 tháng 12 năm 2005 | Yuma's Sex Will Be Shown Thoroughly ゆまのセックスじっくり見せてあげる                                  | S1 ONED-323                     | Hideto Aki         | |
| ngày 30 tháng 12 năm 2005 | Mejiri 拘束椅子トランス                                                                                 | Alice Japan KA-2247             | Yuji Sakamoto      | |
| ngày 7 tháng 1 năm 2006   | Moist Concentrate Sex ネットリ濃厚セックス                                                              | S1 ONED-333                     | Hideto Aki         | |
| ngày 27 tháng 1 năm 2006  | The Contrary Soap Heaven 逆ソープ天国                                                                   | Alice Japan KR-9251             | Shigeo Katsuyama   | |
| ngày 7 tháng 2 năm 2006   | Six Costumes Pakopako! 6つのコスチュームでパコパコ！                                                    | S1 ONED-352                     | Hideto Aki         | |
| ngày 24 tháng 2 năm 2006  | Riding a Face 顔面騎乗                                                                                  | Alice Japan KR-9252             | Dragon Nishikawa   | |
| ngày 7 tháng 3 năm 2006   | Sex on the Beach, Southern Island Pakopako! SEX ON THE BEACH～南の島でパコパコ！                        | S1 ONED-374                     | Hideto Aki         | |
| ngày 24 tháng 3 năm 2006  | Uniform Doll 制服人形                                                                                   | Alice Japan KA-2259             | Kazutoshi Goto     | |
| ngày 7 tháng 4 năm 2006   | The Big Tits Nursery Just for Me 僕だけのボイン保育園                                                   | S1 ONED-396                     | Hideto Aki         | |
| ngày 21 tháng 4 năm 2006  | Rabupara Yuma Asami らぶぱら 麻美ゆま                                                                   | Happinet TSVD-41045             |                    | Gravure |
| ngày 28 tháng 4 năm 2006  | Self Portrait #6 セルフポートレート#6                                                                   | Alice Japan KA-2265             | Yoshinori Kasuga   | |
| ngày 7 tháng 5 năm 2006   | Let's Have Sex in School 学校でセックスしよっ                                                           | S1 ONED-424                     | Hideto Aki         | |
| ngày 26 tháng 5 năm 2006  | Fetish Yuma フェティッシュゆま                                                                          | Alice Japan KA-2268             | Kyuhei Tsubakihara | |
| ngày 7 tháng 6 năm 2006   | Super Titty-Fucking 3 激パイズリ3                                                                       | S1 ONED-453                     | Hideto Aki         | |
| ngày 25 tháng 6 năm 2006  | Naked Venus Yuma Asami ネイキッドビーナス 麻美ゆま                                                      | BM.3 TJCA-10004                 |                    | Gravure |
| ngày 25 tháng 6 năm 2006  | Ratai Yuma Asami 裸体 麻美ゆま                                                                          | Happinet SFLB-47                |                    | Gravure |
| ngày 30 tháng 6 năm 2006  | Abnormal Exercise 変態の練習                                                                            | Alice Japan KA-2273             | Yuji Sakamoto      | |
| ngày 7 tháng 7 năm 2006   | SPakopako Newlywed Life With Yuma ゆまとのパコパコ新婚生活                                              | S1 ONED-478                     | Hideto Aki         | |
| ngày 28 tháng 7 năm 2006  | Obscene Model 猥褻モデル                                                                                | Alice Japan KA-2274             | Kazutoshi Goto     | |
| ngày 7 tháng 8 năm 2006   | Climax! Too Much Coming Squirting Fuck 絶頂！イキまくり潮吹きFUCK                                       | S1 ONED-500                     | Iggy Coen          | |
| ngày 7 tháng 8 năm 2006   | Hyper – Barely There Mosaic ハイパーギリギリモザイク                                                    | S1 ONSD-028                     |                    | Compilation With Sora Aoi, Yua Aida, Maria Ozawa & Honoka 2006 AV Open winner                                    |
| ngày 31 tháng 8 năm 2006  | Yuma Asami's Tits Talk 麻美ゆまと乳話しませんか？                                                       | Alice Japan NDV-0385            | Akira Takatsuki    | |
| ngày 7 tháng 9 năm 2006   | My Only Yuma 僕だけの♥ゆま                                                                              | S1 ONED-527                     | Alala Kurosawa     | |
| ngày 13 tháng 9 năm 2006  | Kireina Sex キレイナセックス                                                                            | Happinet CON-8                  |                    | Gravure |
| ngày 29 tháng 9 năm 2006  | Watch Me Do It! 超カメラ目線主義                                                                        | Alice Japan NDV-0397            | Yuji Sakamoto      | |
| ngày 19 tháng 10 năm 2006 | Delusional Special Bath 妄想的特殊浴場                                                                  | S1 ONED-571                     | K.C.Takeda         | |
| ngày 20 tháng 10 năm 2006 | Yuma Asami - The Best                                                                                   | Alice Japan DV-678              | Yuji Sakamoto      | Compilation |
| ngày 25 tháng 10 năm 2006 | Yoen Kunoichi Den Tsubame Hen 妖艶くノ一伝 ～鍔女(つばめ)篇                                             | GP Museum DMSM-6872 / DMSM-6864 | Yoshikazu Kato     | Softcore |
| ngày 27 tháng 10 năm 2006 | Yuma Asami 1st Anniversary                                                                              | Alice Japan NDV-0406            | Kunihiro Hasegawa  | |
| ngày 7 tháng 11 năm 2006  | Hyper-Risky Mosaic ハイパーギリギリモザイク                                                             | S1 ONED-591                     | [Jo]Style          | |
| ngày 30 tháng 11 năm 2006 | Let's Play Doctor お医者さんごっこしよ                                                                  | Alice Japan DV-704              | Yuji Sakamoto      | |
| ngày 7 tháng 12 năm 2006  | Pakopako Via Swimsuit 水着でパコパコしよっ                                                              | S1 ONED-625                     | Ishibashi Wataru   | |
| ngày 28 tháng 12 năm 2006 | Fuck & Roll                                                                                             | Alice Japan NDV-0434            | Yuji Sakamoto      | |
| ngày 7 tháng 1 năm 2007   | BakoBako Gangbang 21 バコバコ乱交21                                                                     | S1 ONED-651                     | Iggy Coen          | |
| ngày 19 tháng 1 năm 2007  | Yuma Asami Collection 1 麻美ゆま COLLECTION 1                                                           | S1 ONSD-059                     |                    | Compilation |
| ngày 26 tháng 1 năm 2007  | Sex is My Specialty! 麻美ゆまがセックスで応援！                                                         | Alice Japan DV-731              | Kazutoshi Goto     | |
| ngày 7 tháng 2 năm 2007   | Violent Piston 7 激烈ピストン7                                                                          | S1 ONED-675                     | Kyosei             | |
| ngày 23 tháng 2 năm 2007  | Rodeo Fuck                                                                                              | Alice Japan DV-745              | KENGO              | |
| ngày 23 tháng 3 năm 2007  | Greatest Tits: Yuma Asami グレイテスト ティッツ 麻美ゆま                                                | Alice Japan DV-755              |                    | |
| ngày 7 tháng 3 năm 2007   | Living With Yuma and Honoka ゆまと穂花との共同生活                                                      | S1 ONED-698                     | Hideto Aki         | Co-starring Honoka                                                                                               |
| ngày 8 tháng 3 năm 2007   | Premium Honey Yuma Asami PREMIUM HONEY 麻美ゆま                                                         | SOD CHD-019                     |                    | Gravure |
| ngày 7 tháng 4 năm 2007   | Endless Climax! Ultra Ecstasy Fuck 無限絶頂！激イカセFUCK                                               | S1 ONED-721                     | Hideto Aki         | |
| ngày 27 tháng 4 năm 2007  | My Favorite Forced-Sex 無理矢理ちっくなセックスが好き                                                   | Alice Japan DV-772              | Yuji Sakamoto      | |
| ngày 7 tháng 5 năm 2007   | Screaming! Big Magnum Fuck 絶叫！ビッグマグナムFUCK                                                     | S1 ONED-747                     | Midori Kohaku      | |
| ngày 25 tháng 5 năm 2007  | Dear Yuma Will Teach You ゆまチン先生が教えてあげる                                                     | Alice Japan DV-790              | Yuji Sakamoto      | |
| ngày 29 tháng 5 năm 2007  | Juicy Honey ジューシーハニー                                                                            | Happinet JYH-1                  |                    | Gravure |
| ngày 7 tháng 6 năm 2007   | Hyper Risky Mosaic MV ハイパーギリギリモザイクMV                                                        | S1 ONED-765                     | Kazuhiko Matsumoto | |
| ngày 15 tháng 6 năm 2007  | The Real Yuma Asami Fuckin' Live THEリアル                                                              | Alice Japan DV-795              | Yuji Sakamoto      | |
| ngày 29 tháng 6 năm 2007  | Alice Pink File アリスピンクファイル                                                                    | Alice Japan NDV-0523            | Kanda Usagi        | |
| ngày 7 tháng 7 năm 2007   | 20 Costumes Pakopako! 20コスチュームでパコパコ！                                                        | S1 ONED-787                     | Ishibashi Wataru   | |
| ngày 13 tháng 7 năm 2007  | Shouting! Shuddering! Cumming! 絶叫！痙攣！イキ涙！                                                     | Alice Japan DV-806              | Yuji Sakamoto      | |
| ngày 7 tháng 8 năm 2007   | First Rate Body Fuck 極上ボディFUCK                                                                     | S1 ONED-812                     | Midori Kohaku      | |
| ngày 17 tháng 8 năm 2007  | A Lecherous Woman 痴女                                                                                  | Alice Japan DV-813              | KENGO              | |
| ngày 6 tháng 9 năm 2007   | Premium Honey Yuma Asami Second Impact PREMIUM HONEY 麻美ゆま SECOND IMPACT                             | SOD CHD-026                     |                    | Gravure |
| ngày 7 tháng 9 năm 2007   | Shiofuki Hyper Risky Mosaic 潮吹きハイパーギリギリモザイク                                              | S1 ONED-832                     | Iggy Coen          | |
| ngày 14 tháng 9 năm 2007  | My Putty-Like Pet ぼくのいいなりペット                                                                  | Alice Japan DV-823              | Yuji Sakamoto      | |
| ngày 7 tháng 10 năm 2007  | 6 Sex Service Shops PakoPako 6つの風俗店でパコパコ！                                                    | S1 ONED-850                     | K.C.Takeda         | |
| ngày 12 tháng 10 năm 2007 | Amateur Actor Audition 素人男優オーディション                                                           | Alice Japan DV-834              | KENGO              | |
| ngày 7 tháng 11 năm 2007  | My Girlfriend 僕の彼女                                                                                  | S1 ONED-869                     | Hideto Aki         | |
| ngày 9 tháng 11 năm 2007  | Ero (B)Ero - Deep Kiss, Body Lip & Fellatio Ero (B)Ero 濃厚フェラチオねっとり舌愛撫                     | Alice Japan DV-846              | Yuji Sakamoto      | |
| ngày 7 tháng 12 năm 2007  | Massive Ejaculation On Her Face ものすごい顔射                                                          | S1 ONED-886                     | Hideto Aki         | |
| ngày 14 tháng 12 năm 2007 | Beautiful Woman Becomes Good At Full Body Hand Oil Massage 美しい女性になるための全身ハンドオイルエステ | Alice Japan DV-858              | Yuji Sakamoto      | |
| ngày 7 tháng 1 năm 2008   | Yuma is Your Obedient Toy ゆまはアナタのいいなり玩具                                                    | S1 ONED-904                     | Hideto Aki         | |
| ngày 11 tháng 1 năm 2008  | Patience 我慢                                                                                           | Alice Japan DV-868              | Hifumi Tatsuwo     | |
| ngày 25 tháng 1 năm 2008  | X Jikan (Ecstasy) 1 Yuma Asami X時間 (エクスタシー) (1) 麻美ゆま                                        | Happinet GBIL-803               |                    | Gravure - bao gồm 1 bài hát                                                                                      |
| ngày 7 tháng 2 năm 2008   | Non Stop Incontinence 止まらない失禁                                                                    | S1 ONED-922                     | Iggy Coen          | |
| ngày 8 tháng 2 năm 2008   | Admired Swimming Instructor 憧れの競泳水着インストラクター                                              | Alice Japan DV-879              | Yuji Sakamoto      | |
| ngày 7 tháng 3 năm 2008   | Incest 近親相姦                                                                                         | S1 ONED-940                     | Hideto Aki         | |
| ngày 14 tháng 3 năm 2008  | Chance Encounter 4 Seconds Union 出会って4秒で合体                                                      | Alice Japan DV-888              | Yuji Sakamoto      | |
| ngày 11 tháng 4 năm 2008  | Sex Linked Together 数珠繋ぎ性交                                                                        | Alice Japan DV-899              | Yuji Sakamoto      | |
| ngày 19 tháng 4 năm 2008  | Yuma and Minori ゆまとみのり                                                                            | S1 ONED-961                     | Hideto Aki         | Co-starring Minori Hatsune                                                                                       |
| ngày 7 tháng 5 năm 2008   | My Only Yuma Asami 僕だけの麻美ゆま                                                                     | S1 ONED-972                     | Hideto Aki         | |
| ngày 9 tháng 5 năm 2008   | Number One Idol Yuma Asami Produce Real Virgins NO.1アイドル麻美ゆまが童貞をプロデュース                | Alice Japan DV-907              | KENGO              | |
| ngày 13 tháng 6 năm 2008  | Hypnotic Pleasure 催眠快楽                                                                              | Alice Japan DV-918              | NanQ               | |
| ngày 19 tháng 6 năm 2008  | Deep Throat ディープスロート                                                                            | S1 SOE-001                      | Hideto Aki         | |
| ngày 25 tháng 6 năm 2008  | X Jikan (Ecstasy) 12 Yuma Asami X時間 (エクスタシー) (12) 麻美ゆま                                      | Happinet GBIL-821               |                    | Gravure - bao gồm 1 bài hát                                                                                      |
| ngày 11 tháng 7 năm 2008  | Yuma Asami and 100 Onanists 麻美ゆまと100人のオナニスト                                                 | Alice Japan DV-928              | KENGO              | |
| ngày 8 tháng 8 năm 2008   | AV Actress Audition - Yuma Asami ナンバーワンAV女優≪麻美ゆま≫の素人女優オーディション                   | Alice Japan DV-939              | KENGO              | |
| ngày 19 tháng 8 năm 2008  | Repeated Death, Grand Orgasm 繰り返す昇天、壮絶アクメ。                                                 | S1 SOE-022                      |                    | |
| ngày 12 tháng 9 năm 2008  | The Younger Boys 年下の男の子                                                                           | Alice Japan DV-948              | KENGO              | |
| ngày 19 tháng 9 năm 2008  | Nasty Kiss and Sex ギリモザ 美しい痴女の接吻と性交                                                      | S1 SOE-059                      | Hitoshi Nimura     | |
| ngày 3 tháng 10 năm 2008  | Yojo Densetsu Seiren X - Masho no Yuwaku 妖女伝説セイレーンX ～魔性の誘惑～                             | Take Shobo TSDS-75136           | Hideo Jojo         | Softcore |
| ngày 10 tháng 10 năm 2008 | Let Us Have a Calisthenic Sex ＮＯ.１アイドル麻美ゆまを軟体に改造                                       | Alice Japan DV-962              | Yuji Sakamoto      | |
| ngày 19 tháng 10 năm 2008 | First Gokkun and Sex 初めての精飲とセックス                                                             | S1 SOE-080                      | Ekimoto            | |
| ngày 14 tháng 11 năm 2008 | The Penises Training Camp ゆまチンとイク！早漏改善合宿 Yuma chin to iku! Sōrō kaizengasshuku            | Alice Japan DV-973              | KENGO              | |
| ngày 22 tháng 11 năm 2008 | Double Risky Mosaic, Rio & Yuma Wギリモザ Rioとゆま                                                     | S1 AVGP-109                     | Hideto Aki         | 2009 AV Grand Prix entry Co-starring Rio (Tina Yuzuki)                                                           |
| ngày 12 tháng 12 năm 2008 | Station Plaza Kiss Date 駅前ベロちゅうデート                                                            | Alice Japan DV-986              | KENGO              | |
| ngày 19 tháng 12 năm 2008 | Harder, Fuck Me Harder もっと激しく、激しく突いて                                                       | S1 SOE-123                      | Iggy Coen          | |
| ngày 7 tháng 1 năm 2009   | Maison Tsubaki めぞんTSUBAKI                                                                            | S1 SOE-141                      | Hideto Aki         | With Ai Sayama, Akiho Yoshizawa, Anoa Ruru, Mihiro, Minori Hatsune, Rika Aiuchi, Risa Kasumi & Rio (Tina Yuzuki) |
| ngày 9 tháng 1 năm 2009   | Endless Cleaning Fellatio 終わらないお掃除フェラ                                                        | Alice Japan DV-996              | Yuji Sakamoto      | |
| ngày 19 tháng 1 năm 2009  | The Raped Female Teacher 犯された女教師                                                                 | S1 SOE-146                      | Yuji Sakamoto      | |
| ngày 13 tháng 2 năm 2009  | Yuma Asami is Dispatched to Your House キミの家に、麻美ゆまを派遣します。                               | Alice Japan DV-1011             | Minami Haou        | |

## Các nguồn
- "Official Blog" (bằng tiếng Nhật). blog.dmm.co.jp. Bản gốc lưu trữ ngày 26 tháng 9 năm 2008. Truy cập ngày 25 tháng 9 năm 2008. {{Chú thích web}}: Liên kết ngoài trong |publisher= (trợ giúp)
- "S1 Profile & Filmography" (bằng tiếng Nhật). www.s1s1s1.com. Bản gốc lưu trữ ngày 15 tháng 4 năm 2009. Truy cập ngày 25 tháng 9 năm 2008. {{Chú thích web}}: Liên kết ngoài trong |publisher= (trợ giúp)
- "Alice Japan Profile & Filmography" (bằng tiếng Nhật). www.alicejapan.co.jp. Truy cập ngày 25 tháng 9 năm 2008. {{Chú thích web}}: Liên kết ngoài trong |publisher= (trợ giúp)
- "AV Idol - Asami (Yuma Asami)" (bằng tiếng Anh). AV Idol. Bản gốc lưu trữ ngày 18 tháng 4 năm 2009. Truy cập ngày 25 tháng 9 năm 2008. {{Chú thích web}}: Liên kết ngoài trong |publisher= (trợ giúp)
- "IMDb - Yuma Asami" (bằng tiếng Anh). IMDb. Truy cập ngày 26 tháng 9 năm 2008. {{Chú thích web}}: Liên kết ngoài trong |publisher= (trợ giúp)
- "YouTube - Yuma Asami Singing" (bằng tiếng Anh). YouTube. Truy cập ngày 26 tháng 9 năm 2008. {{Chú thích web}}: Liên kết ngoài trong |publisher= (trợ giúp)